# Elusa diloba
Elusa diloba là một loài bướm đêm trong họ Noctuidae.